# Kazár

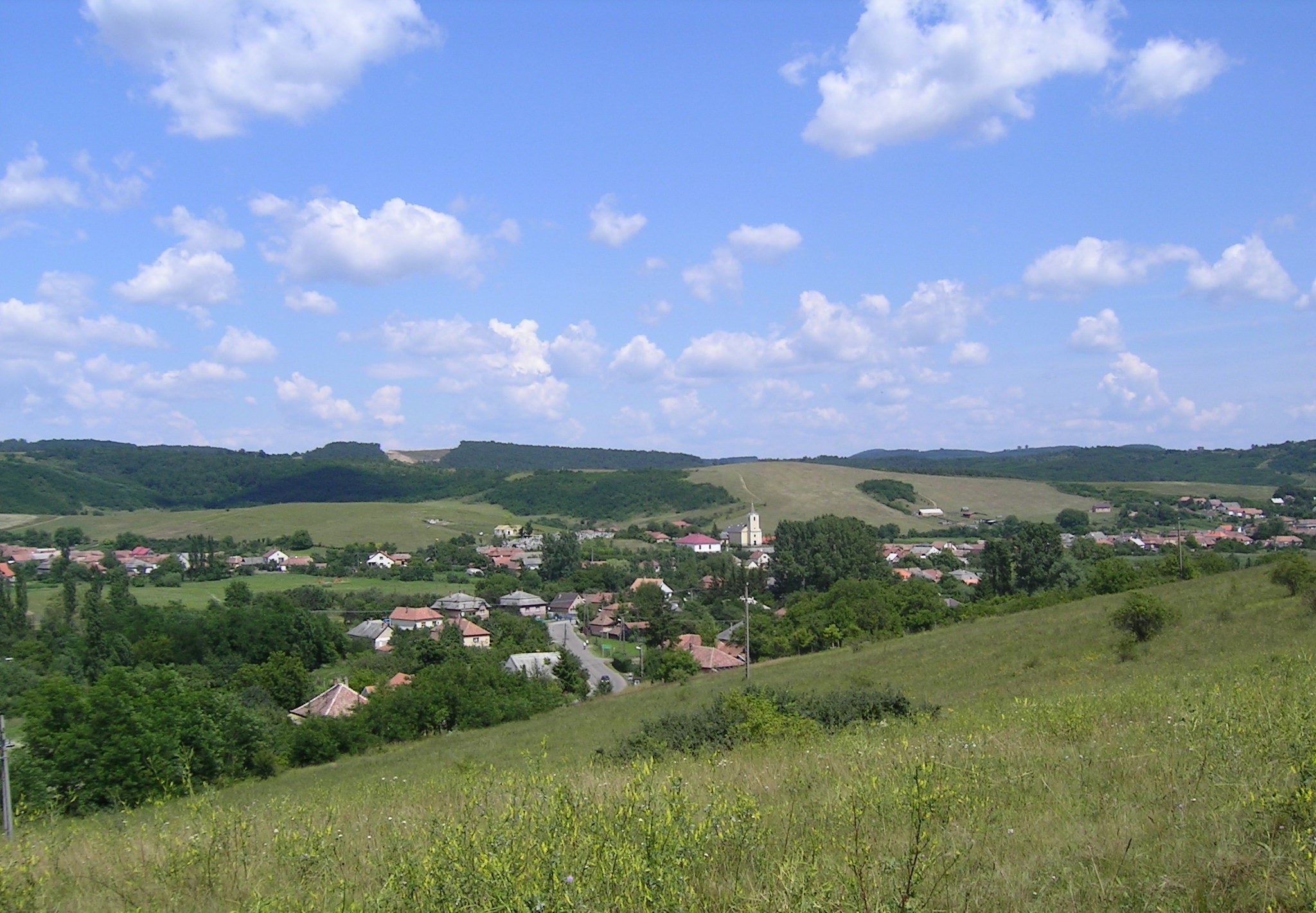
Kazár

Kazár – wieś i gmina w północnej części Węgier, w pobliżu miasta Salgótarján. Gmina liczy 1965 mieszkańców (styczeń 2011) i zajmuje obszar 30,39 km².
Miejscowość leży na obszarze Średniogórza Północnowęgierskiego, w pobliżu granicy ze Słowacją. Administracyjnie należy do powiatu Salgótarján, wchodzącego w skład komitatu Nógrád.